# FK Radnik Hadžići
FK Radnik ja bosanskohercegovački nogometni klub iz Hadžića kod Sarajeva.
Trenutačno se natječe u Prvoj ligi BiH. Radnik je osvojio Drugu ligu – Centar u sezonama 2010./11. i 2018./19. te ostvario plasman u Prvu ligu FBiH,